# Storm Shadow
Storm Shadow / SCALP EG — франко-британська авіаційна крилата ракета класу «повітря — поверхня». Призначена для знищення важливих стаціонарних цілей, добре захищених засобами протиповітряної оборони. Може використовуватися в будь-який час доби, за складних метеоумов та при застосуванні противником засобів радіоелектронної протидії. Розробка ракети почалася компанією MBDA 1995 року на основі французької КР Apache на замовлення військових відомств Франції та Великої Британії. Перші успішні випробування відбулися у грудні 2000-го. Ракета була введена в експлуатацію в 2003-му британськими військово-повітряними силами.
Французький та британські варіанти ракети в цілому ідентичні, відмінності полягають лише в програмному забезпеченні та літаках — носіях ракет. На основі SCALP EG були розроблені Black Shaheen та MdCN. Перша із них — експортна модифікація, створена на замовлення ОАЕ, а інша — призначена для експлуатації на фрегатах типу FREMM та підводних човнах.

## Історія

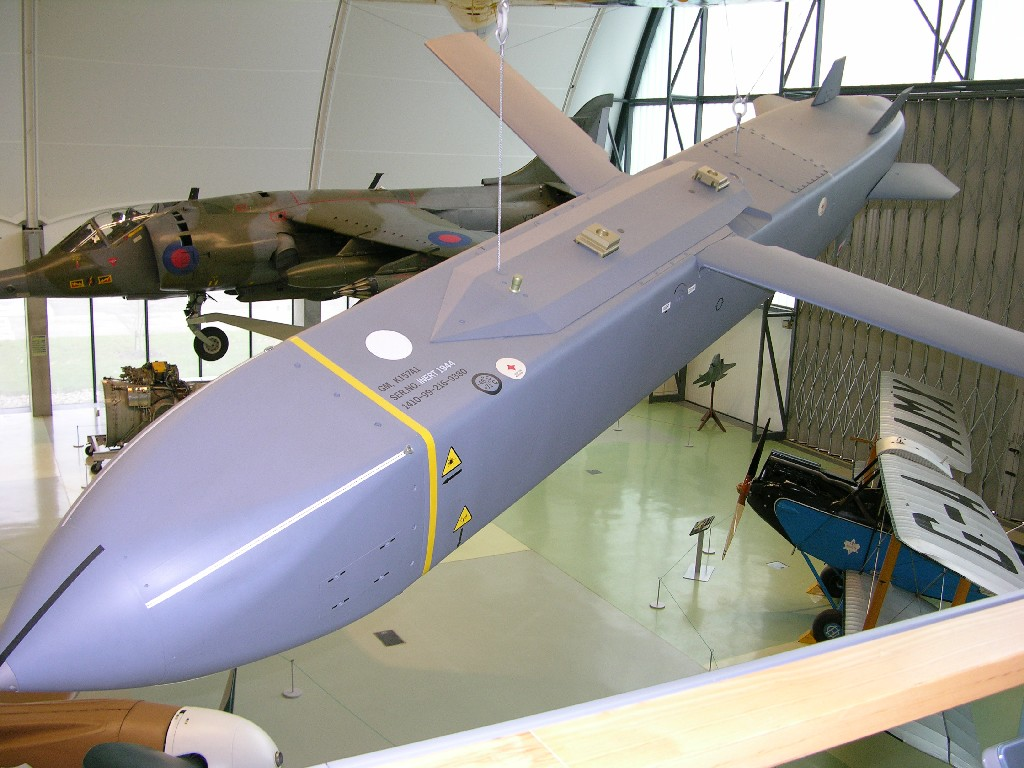
Storm Shadow у музеї Королівських повітряних сил, Лондон

Matra та British Aerospace були обрані головними підрядниками для розробки ракети Conventionally Armed Standoff Missile (CASOM) у липні 1996 року; їхня ракета Storm Shadow перемогла в конкурсі, випередивши пропозиції від McDonnell Douglas, Texas Instruments/Short Brothers, Hughes/Smiths Industries, Daimler-Benz Aerospace/Bofors, GEC-Marconi та Rafael. Дизайн Storm Shadow базувався на крилатій ракеті Matra Apache, призначеній для ураження злітно-посадкових смуг. Контракт на розробку та виробництво було підписано у лютому 1997 року, до того часу Matra та BAe завершили злиття своїх ракетних підрозділів, утворивши компанію Matra BAe Dynamics. Франція замовила 500 ракет SCALP у січні 1998 року.
Перший успішний повністю керований запуск ракети Storm Shadow/SCALP EG відбувся на полігоні CEL Biscarosse у Франції наприкінці грудня 2000 року з борту літака Mirage 2000N.
Перший політ з ракетами Storm Shadow на винищувачі Eurofighter Typhoon відбувся 27 листопада 2013 року на авіабазі Дечимоманну в Італії, і його виконала компанія Alenia Aermacchi, використовуючи інструментальний серійний літак 2.
Ракети SCALP EG і Storm Shadow є ідентичними, за винятком способу їх інтеграції з літаком.
У липні 2016 року Міністерство оборони Великобританії уклало контракт на суму 28 мільйонів фунтів стерлінгів для підтримки Storm Shadow протягом наступних п’яти років.
Ракета була зроблена вільною від ITAR (Правила міжнародної торгівлі зброєю) з ініціативи Франції.
В липні 2025 року, згідно з інформацією, опублікованою на Defense News Army, Франція офіційно прийняла рішення стосовно відновлення  виробництва крилатих ракет повітряного базування SCALP. Виробництво SCALP буде здійснюватися компанією MBDA France. Французька влада зазначає, що нова виробнича програма дозволить не лише забезпечити власні потреби, а й підтримати союзників у межах спільних європейських зусиль із посилення обороноздатності.

## Конструкція
Основні конструктивні особливості ракет SCALP: ТРДД, висувні аеродинамічні поверхні, дозвукова швидкість (М=0,8), маловисотний профіль польоту і мала радіолокаційна помітність (досягається, крім інших заходів, ребрами поверхонь планера ракети).
Політ ракети здійснюється в режимі проходження рельєфу місцевості по заздалегідь обраному «коридору». Система керування обладнана приймачем американської системи супутникової навігації GPS (в перспективі, можливо комплексування з європейською системою Galileo). На кінцевій ділянці використовується тепловізійна система самонаведення з функцією розпізнавання цілі. Підхід до цілі стандартний для дозвукових крилатих ракет — перед наближенням до цілі ракета виконує гірку з подальшим пікіруванням на об'єкт наведення. Кут пікірування може встановлюватися залежно від характеристики цілі. Бойова частина масою 450 кг тандемна, типу BROACH на підльоті «вистрілює» в ціль суббоєприпас, пробиває отвір у стіні споруди, в який влітає основний боєприпас, що спрацьовує всередині об'єкта з деяким уповільненням (ступінь уповільнення встановлюється в залежності від характеристик цілі).

## Варіанти

### Black Shaheen
Експортний варіант SCALP EG, розроблений на замовлення ОАЕ, яка експлуатує багатоцільові винищувачі французького виробництва Mirage 2000. Від оригінальної версії ракети відрізняється зменшеною до 290 км дальністю польоту та боєголовкою вагою 500 кг. Дальність польоту ракети та вага її бойової частини були спеціально зменшені, щоб відповідати вимогам договору про контроль ракетних технологій.

### SCALP Naval
SCALP Naval був розроблений компанією MBDA в рамках програми MdCN (фр. Missile de Croisière Naval) для ВМС Франції, без участі інших партнерів, як модифікація крилатої ракети SCALP EG морського (надводного і підводного) базування з дальністю близько 1000 км. Ракета отримала новий циліндричний корпус адаптований для пусків з торпедних апаратів підводних човнів і вертикальної пускової установки надводних кораблів. На відміну від авіаційної SCALP-EG, морський варіант оснащений твердопаливним прискорювачем. Варіант ракети для ПЧ поміщається в спеціальний контейнер, що гідродинамічно скидається при виході ракети з води.

## Бойове застосування
Вперше ракета була використана королівськими ПС Великої Британії під час Іракської війни в 2003 році, хоча на той час ще не були завершені її випробування. В 2011-у британські, французькі та італійські літаки за допомогою ракети завдавали авіаудари в ході військової інтервенції в Лівії. Також КР використовувалася британцями та французами в операції проти Ісламської Держави та під час ракетних ударів по Дамаску й Хомсу. Саудівські ПС застосовували Storm Shadow під час військових дій в Ємені.

### Ракетний удар по Дамаску і Хомсу (2018)

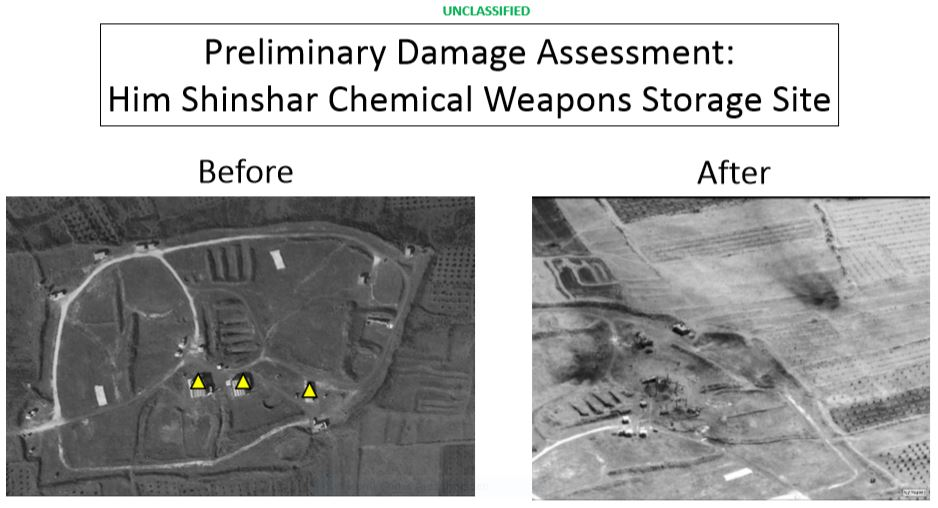
Супутникові знімки сховища хімічної зброї Хім Шиншар до та після ракетних ударів

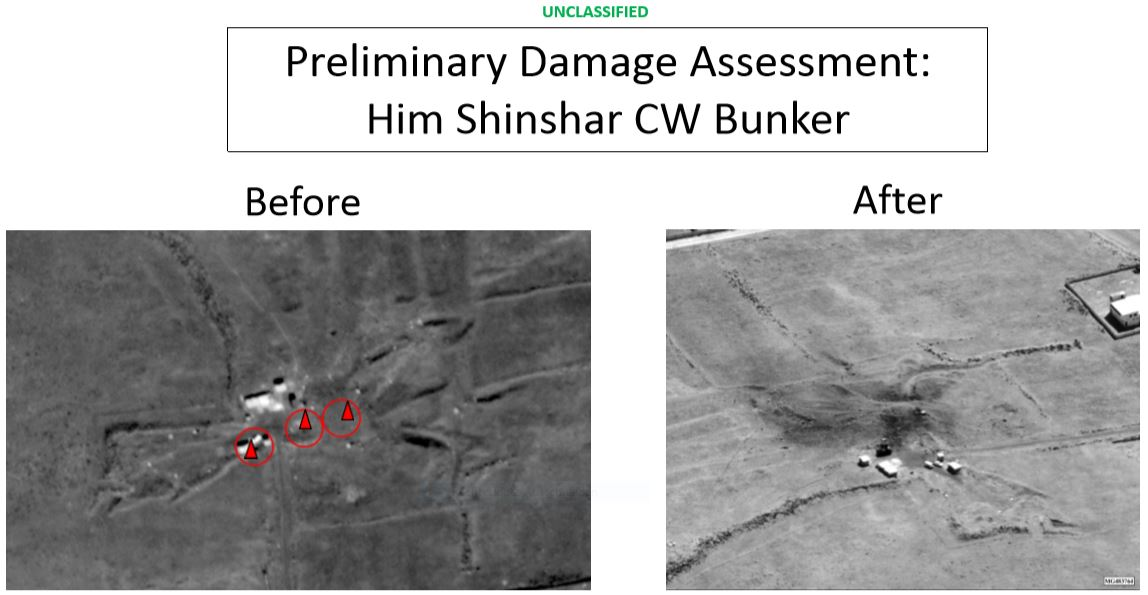
Супутникові знімки підземних сховищ хімічної зброї Хім Шиншар до та після ракетних ударів

У відповідь на застосування режимом Башара Асада хімічної зброї проти цивільного населення у місті Дума 7 квітня 2018 року коаліція у складі США, Великої Британії та Франції завдала 14 квітня 2018 року низку ракетних ударів по військових об'єктах в Сирії.
Загалом, союзні сили випустили 105 крилатих ракет. Серед них 8 Storm Shadow з винищувачів Tornado GR4 ПС Великої Британії, 3 ракети Missile de Croisière Naval (MdCN) з суден ВМС Франції та 2 SCALP з винищувачів Rafale ПС Франції були серед 22 ракет, які уразили сховище хімічної зброї на захід від Хомсу (Хім Шиншар). Іще 7 ракет SCALP уразили комплекс бункерів, що знаходився неподалік.

### Військова операція проти Ісламської держави
В березні 2021 року британські RAF Typhoon під час військової операції проти Ісламської держави вперше застосували крилаті ракети Storm Shadow в бойових умовах. Під час Операції «Шейдер» британські винищувачі завдали ракетного удару по печерах на південний захід від Ербілю. Подальші удари були завдані із використанням керованих авіабомб Paveway IV.
Це стало першим випадком застосування керованих ракет з літаків Typhoon після зняття з озброєння Королівських ПС Великої Британії винищувачів Tornado GR4.

### Російсько-українська війна
12 та 13 травня 2023 року завдано ракетного удару по будівлі колишнього «Машинобудівного заводу „100“» — підприємства «Поліпак» в Луганську, та колишньому корпусу університету внутрішніх справ у селищі Катеринівка, що у передмісті Луганська.
Російська пропаганда заявила, що удар завданий ракетами Storm Shadow, а трохи згодом були поширені фото уламків від ракети-приманки ADM-160B MALD.
24 травня 2023 року, під час зустрічі з Міністром оборони Великої Британії Беном Воллесом, Міністр оборони України Олексій Резніков оприлюднив фотографію Су-24МР (бортовий номер 60 «жовтий», 7 БрТА) з, ймовірно, крилатими ракетами Storm Shadow, переданими Великою Британією. На початку червня 2023 року в інтернеті була поширена фотографія Су-24М з підвішеними двома ракетами Storm Shadow. Для під'єднання ракет до Су-24 літаки було обладнано пілонами від списаних британських Panavia Tornado.
За словами міністра оборони України Олексія Резнікова, станом на кінець травня 2023 року всі без винятку запущені ракети Storm Shadow уразили призначені цілі.
18 червня 2023 ЗСУ за допомогою цієї ракети уразили склад боєприпасів російських загарбників, який знаходився на території елеватора в смт. Рикове. Внаслідок цієї атаки загинули 23 військовослужбовці.
Вранці 22 червня 2023 року, в ході українського контрнаступу, обидва автомобільні мости через Сиваш під Чонгаром атаковано крилатими ракетами Storm Shadow. Рух мостами тимчасово припинили.
11 липня 2023 року стало відомо про ліквідацію російського генерал-лейтенанта РФ Олега Цокова в районі Бердянська. Припускається, що удар було завдано за допомогою Storm Shadow.
13 вересня 2023 року, Повітряні Сили України атакували сухі доки Севастопольського морського заводу, ймовірно, ракетами Storm Shadow. Результатом атаки стали важкі пошкодження ВДК «Мінськ» та підводного човна «Ростов-на-Дону», носія крилатих ракет «Калібр». Можливо, що обидва кораблі не підлягають відновленню. Це перший в історії випадок знищення підводного човна крилатою ракетою.
4 листопада 2023 року, три ракети SCALP-EG влучили прямо в центральну частину малого ракетного корабля «Аскольд» проєкту 22800 «Каракурт», який стояв у причальної стінки на заводі «Залив» у тимчасово окупованій Керчі.
26 грудня 2023 року, в результаті удару крилатих ракет класу «повітря — поверхня» Storm Shadow, в порту тимчасово окупованого міста Феодосії знищений ВДК «Новочеркаськ» (проєкт 775/II). За уточненими даними, корабель повністю вигорів і затонув.
20 листопада 2024 року Повітряні сили ЗСУ за допомогою ракет Storm Shadow нанесли удар по підземному командному пункту РФ на Курщині. Припускається, що на об'єкті, який знаходиться в Мар'їному, перебували російські та північнокорейські генерали. За непідтвердженими даними, внаслідок ракетної атаки, було ліквідовано командувача 36-ї загальновійськової армії Валерія Солодчука разом із щонайменше 20 іншими офіцерами армії РФ та КНДР.
18 грудня 2024 року ПС ЗСУ нанесли удар по виробничому майданчику комбінату ФКП «Каменський» у Ростовській області, що займається випуском зброї та боєприпасів. Для атаки по російському підприємству застосовували ракети Storm Shadow. Комбінат займається виробництвом сумішевих ракетних палив, зокрема паливних зарядів, для озброєння і військової техніки.
26 грудня 2024 року за допомогою ракет Storm Shadow було уражено центр обслуговування дронів-камікадзе Shahed в Орловській області Росії. Для ураження об'єкту було застосовано мінімум 3 крилаті Storm Shadow. В результаті атаки ліквідовано 2 військовослужбовця російської армії, ще 7 отримали поранення, а центр обслуговування дронів зазнав серйозних пошкоджень.
30 грудня 2024 року сили оборони України завдали ракетного удару по командному пункту у м. Льгов, Курської області. Внаслідок ракетного удару загинули 8 російських військовослужбовця, ще 22 отримали поранення. Серед ліквідованих були: майор 76-ї гвардійської десантно-штурмової дивізії Алі Цуров, підполковник Валерій Терещенко та командир 656-го інженерного батальйону 76-ї Псковської повітряно-десантної дивізії підполковник Павло Малєцький. Удару по командному бункеру завдали франко-британськими крилатими ракетами Storm Shadow.
30 червня 2025 року ЗСУ за допомогою ракет Storm Shadow атакували командний пункт 8-ї Загальновійськової армії в окупованому Донецьку, внаслідок чого був убитий в.о. командуючого полковник Руслан Горячкін та ще кілька штабних офіцерів.

## Оператори

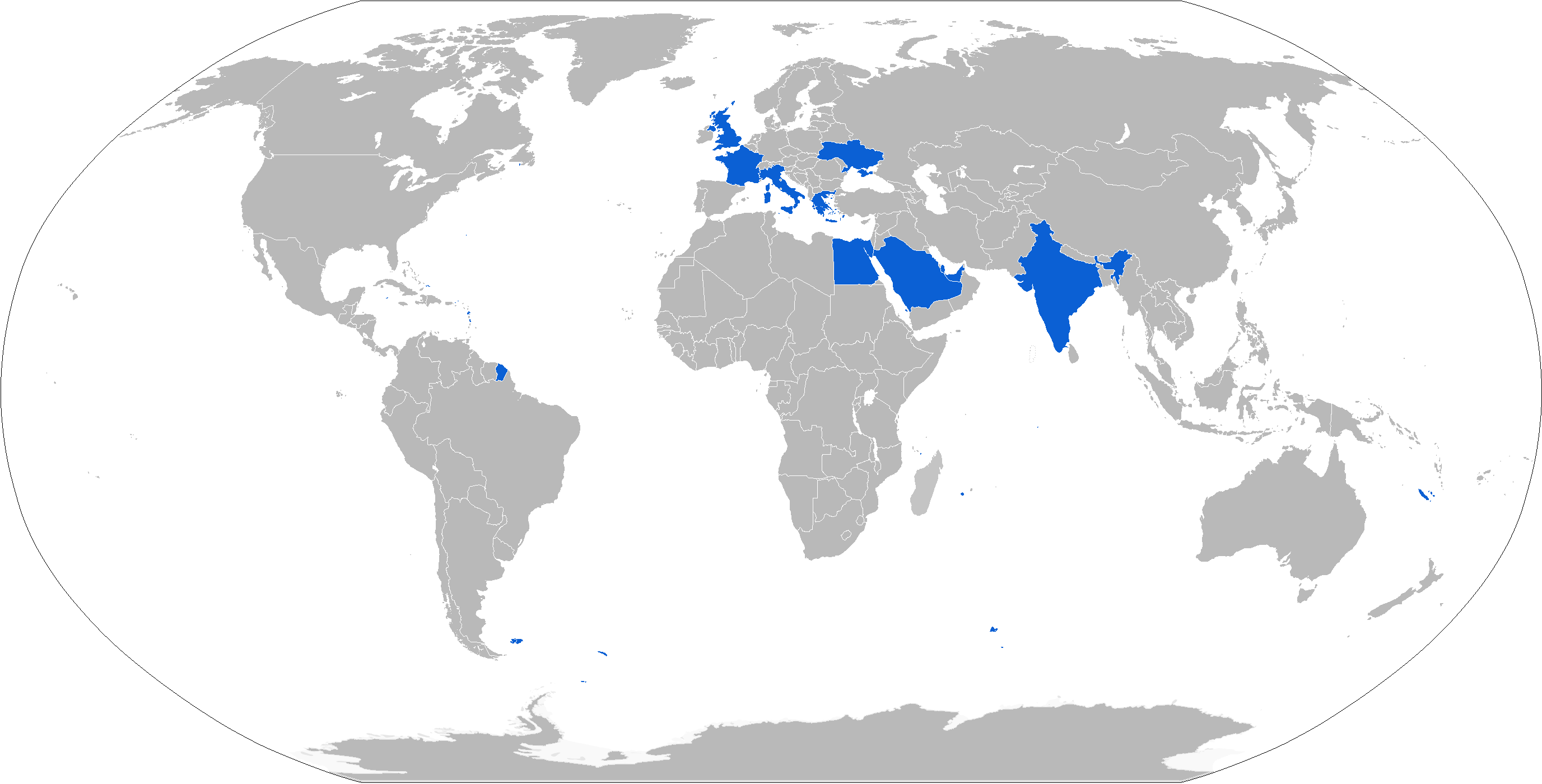
Користувачів ракети виділено синім

- Велика Британія — замовила 900 ракет Storm Shadow в 1997 році для оснащення власних військово-повітряних сил[1].
- Греція — перша партія з 56 SCALP-EG була замовлена у 2000 році, наступна — в 2003-у. Сумарно грецькі військово-повітряні сили отримали 90 ракет[1][49].
- Єгипет — 50 ракет замовлено в 2015 році в межах угоди щодо придбання багатоцільових винищувачів «Рафаль»[50].
- Італія — замовила 200 ракет для військово-повітряних сил у 1999 році[1].
- Катар — замовив ракети SCALP EG в 2015 році в рамках угоди щодо придбання багатоцільових винищувачів «Рафаль»[51].
- ОАЕ — 600 Black Shaheen були замовлені у 1997-у для оснащення власних військово-повітряних сил(інші мови)[1].
- Саудівська Аравія — замовила 200 Storm Shadow у 2006 році в рамках угоди щодо придбання багатоцільових винищувачів «Тайфун»[1].
- Україна — у 2023 році отримала крилаті ракети Storm Shadow від Великої Британії. Точна кількість не вказується[52]. На саміті НАТО в липні 2023 Франція заявила про передачу SCALP EG[53].
- Франція — замовила 120 APACHE AP та 500 SCALP EG в 1997 для авіації ПС та ВМС[1]. 50 ракет морського базування MdCN замовлено в 2006 році, додатково замовлено ще 150 ракет у 2009 році для ВМС Франції[54].

### Велика Британія
Міністерство оборони Великої Британії працює над отриманням сучаснішої заміни крилатим ракетам Storm Shadow. За наявними планами, в 2030 році наявні ракети будуть зняті з озброєння та передані на бази зберігання.

### Україна
Вперше інформація про можливу передачу ракет SCALP/Storm Shadow Україні з'явилася в ЗМІ у жовтні-листопаді 2022 року. Тоді Польща повідомила про намір модернізувати українські бомбардувальники Су-24М зі складу 7-ї бригади тактичної авіації аби він міг застосовувати дані авіаційні ракети. Потенційно, може існувати можливість пристосування важких винищувачів Су-27 до застосування як пускової платформи, оскільки їхні кріплення можуть витримувати масу цієї ракети.
У середині грудня 2022 року Міністр оборони Великої Британії Бен Воллес підтвердив, що передача ракет цього типу розглядається задля підсилення ЗСУ, але остаточне рішення досі не ухвалено.
Бен Воллес підтвердив передачу ракет 11 травня 2023 року. За його словами, це рішення уряд Британії ухвалив як пропорційну відповідь на ескалацію з боку РФ, зокрема, ракетні обстріли об'єктів цивільної інфраструктури України взимку 2022—2023 років. Натомість уряд України зобов'язався застосовувати ракети для ударів лише по об'єктах окупантів на суверенній території України.
11 липня 2023 року стало відомо, що Франція також планує передати SCALP EG Україні. За повідомленнями, ракет має бути 50, і вони передаватимуться з власних запасів французьких збройних сил, тобто, їх дальність складатиме 560 км. 
6 серпня 2023 року відбулось офіційне підтвердження передачі ракет SCALP EG. Фото з Володимиром Зеленським та підвішеними ракетами SCALP EG на бомбардувальнику Су-24 ПС України було виставлено на офіційній сторінці Президента. 
17 січня 2024 року президент Франції Емманюель Макрон оголосив про надання ще 40 ракет SCALP EG.
9 листопада 2024 року керівник французького Міноборони Себастьєн Лекорню оголосив, що Франція передасть додаткову партію ракет SCALP. За словами міністра, Україні передадуть близько 10 додаткових ракет.

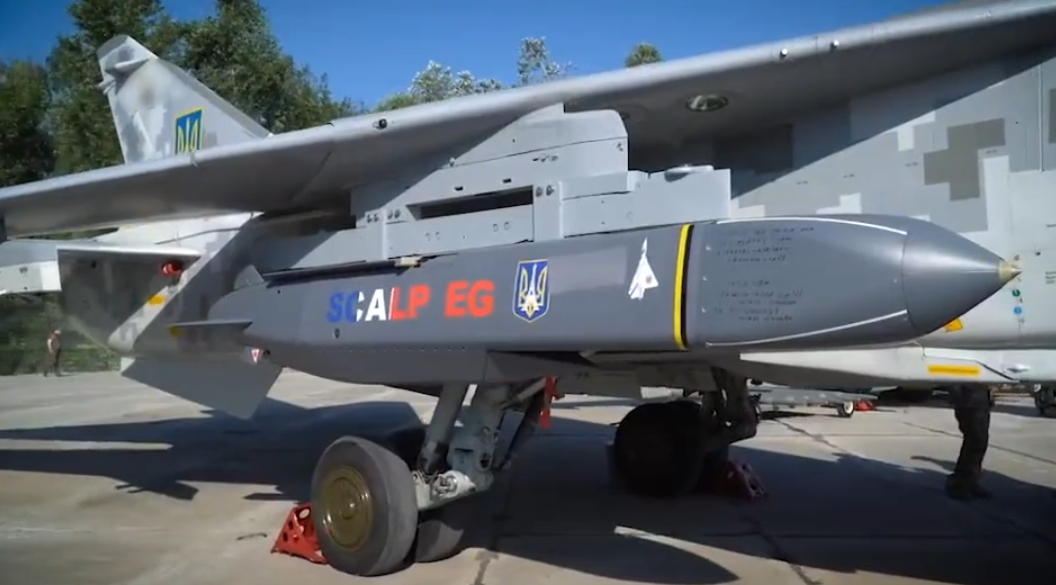
Ракета SCALP EG під крилом українського бомбардувальника Су-24М
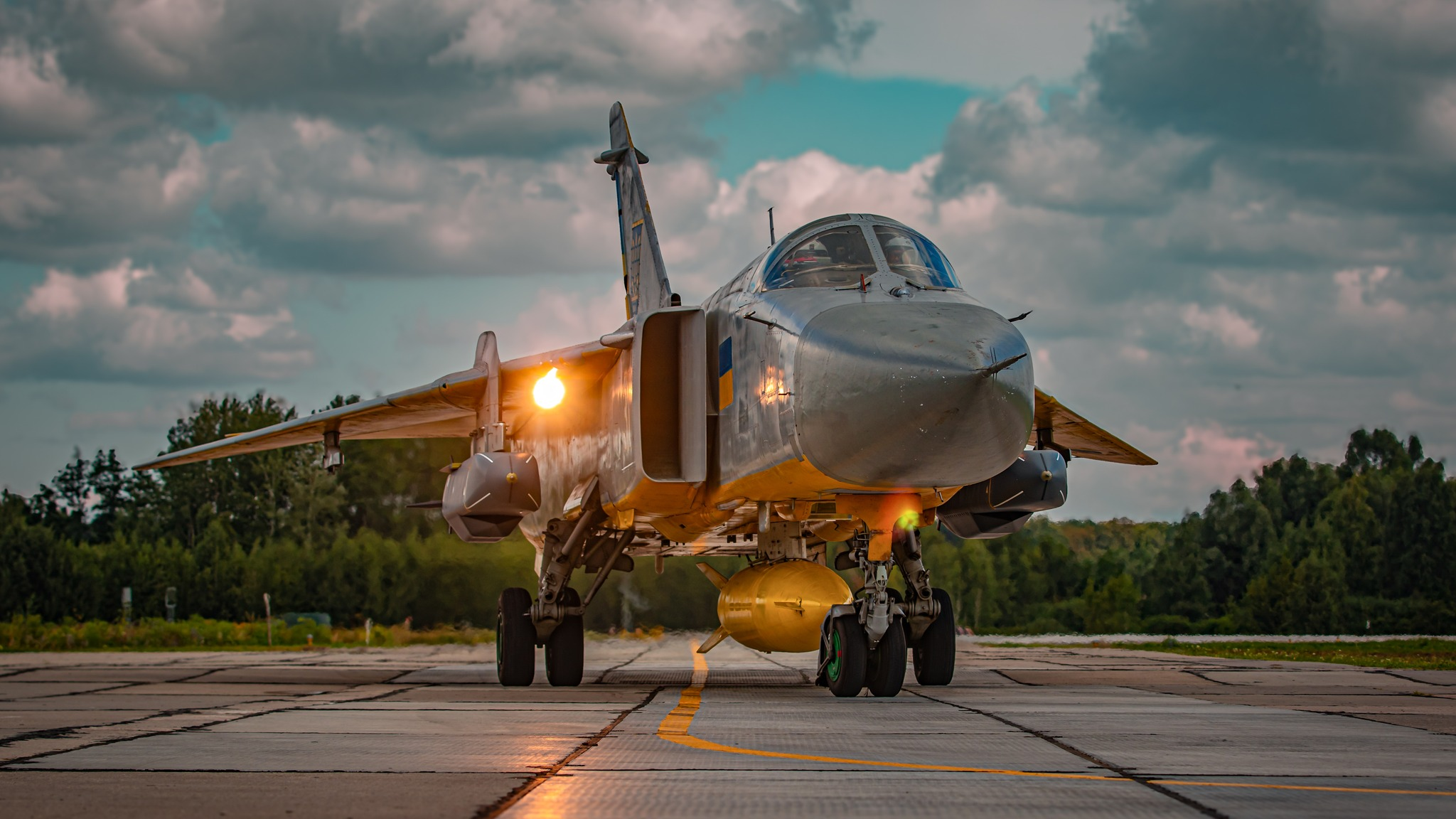
Су-24М ПС ЗСУ з двома ракетами Storm Shadow/SCALP-EG
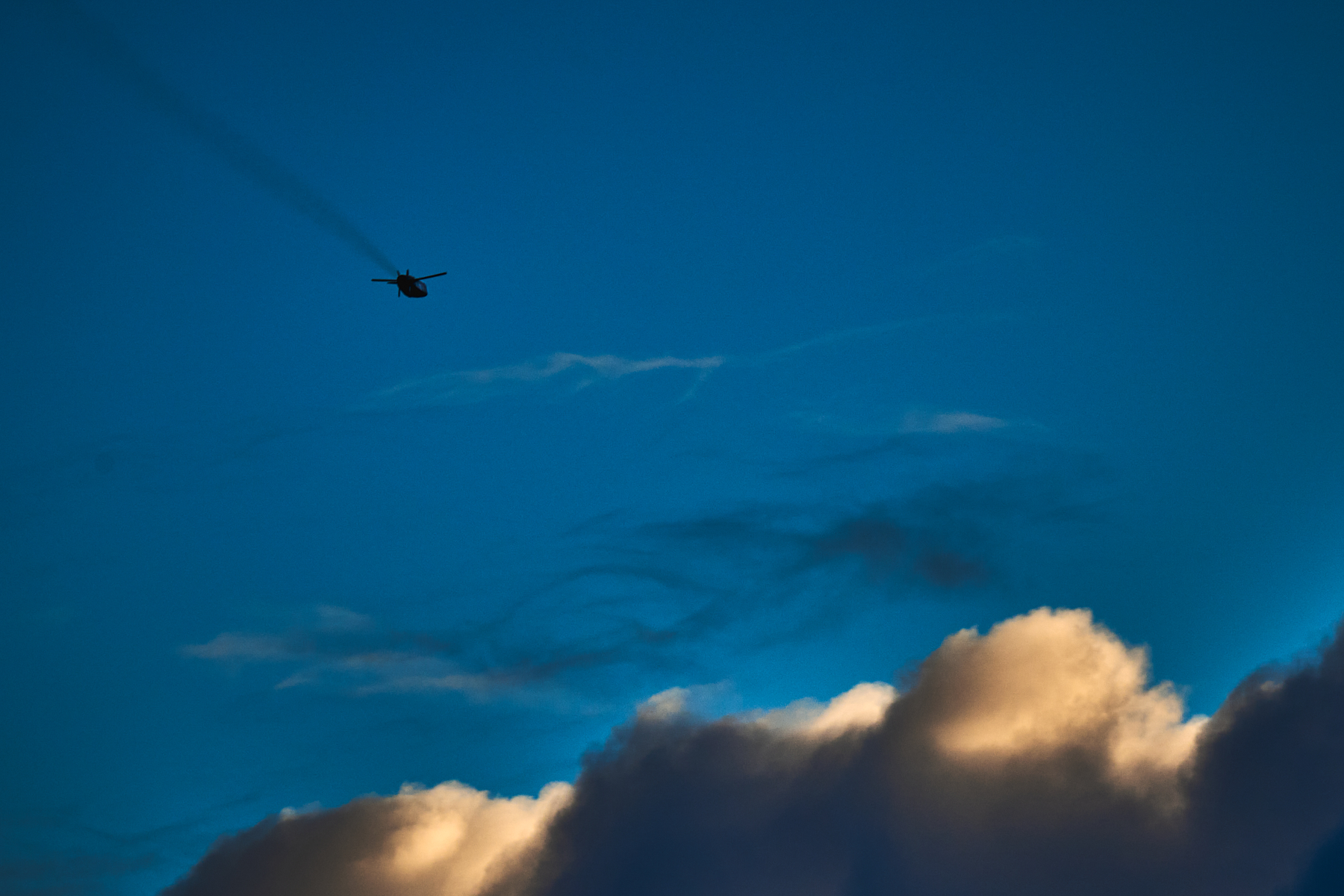
Пуск ракети Storm Shadow по об'єктам ОПК РФ у Ростовській області. Грудень 2024 року.